# 尾見康博
尾見 康博（おみ やすひろ、1967年1月1日 - ）は、日本の心理学者。 茨城県土浦市出身。東京都立大学大学院人文科学研究科博士課程修了。山梨大学教育人間科学部教授。